# Тахер, Баха
Баха Тахер (араб. بهاء طاهر‎, англ. Bahaa Taher, Bahaa Tahir, Baha Taher, Baha Tahir; 1935, Каир, Египет — 27 октября 2022) — египетский писатель, лауреат Международной премии в области арабской литературы (International Prize for Arabic Fiction) 2008 года.

## Биография
Баха Тахер родился в 1935 году в Каире.
Учился на филологическом факультете Каирского университета. После его окончания начал работу на «Radio 2».
Впервые опубликовал собственный произведение (короткий рассказ) в 1964 году.
Тахер принадлежал к левому авангарду литературного процесса в Египте в 1960-е годы и был одним из «группы „Gallery 68“» (название литературного журнала).
За острые выпады в сторону власти Тахер потерял работу на радио, и не публиковался с середины 1970-х годов (период президентства Анвара Садата).
В 1981 году переехал в Женеву, где работал переводчиком в ООН. Позже, после многих лет вынужденной эмиграции, вернулся в Египет и сразу же включился в египетский культурный и литературный процесс.
Баха Тахер является довольно популярной личностью в современном Египте, о нём пишут статьи и ставят фильмы и программы, у него берут интервью, его отмечают национальными и международными литературными премиями.
Скончался 27 октября 2022 года.

## Произведения
Баха Тахер — автор интересной, часто сатирической, а также остросоциальной и даже политической прозы (романы и рассказы); первые произведения (в основном небольшие новеллы) публиковались в журналах.
Избранные произведения:
- شرق النخيل («East of the Palms», 1985)
- قالت ضحى («Qalat Duha», 1985
- خالتي صفية والدير («Aunt Safiyya and the Monastery», 1991)
- الحب في المنفى («Love in Exile», 1995)
- «The point of light» (1999)
- واحة الغروب («Sunset Oasis», 2007)
- Любовь в изгнании / Баха Тахир; Комитет / Саналлах Ибрагим. — М.: Центр книги ВГБИЛ им. М. И. Рудомино, Институт востоковедения РАН, 2010—384 с.

## Награды
- «Египетская Государственная премия в области литературы» (самая крупная в стране, 1998).
- «Премия Джузеппе Ачерби» (престижная итальянская награда, 2000).
- «Международная премия арабской литературы» (арабский аналог Букера, 2008).